# Peek-a-Boo (pugilato)
La Peek-a-Boo è una tecnica pugilistica adatta ad uno stile offensivo, sviluppata e resa celebre dal famoso allenatore Cus D'Amato. 
Il nome della stessa deriva dal nome in lingua inglese del gioco infantile del Gioco del cucù (o Bubù-Settete): un pugile capace usante questa tecnica può apparire docile pronto a farsi colpire, scomparire, e riapparire colpendo decisamente. Non è adatta per colpire da distanza, né per una boxe di rimessa.

## Esecuzione
Si esegue mantenendo tre fondamentali: 
- Corpo frontale.

Il busto va tenuto di fronte, o con una leggera torsione, all'avversario. Questo assetto espone il corpo e facilita l'attacco avversario: si tratta quindi di un invito a colpire. A ciò il praticante di peekaboo farà seguito con veloci schivate, facilitate dalla posizione naturale e comoda del corpo: duck  (tuffo in basso in avanti del torso), rotazioni del busto (slipping), ondeggio del busto, movimenti rapidi del collo, eccetera.
- Mani alte.

I pugni devono essere all'altezza del naso o degli occhi; in questa posizione proteggono bene la parte più vulnerabile, ossia il volto, ma sono allo stesso tempo pronti nella posizione migliore per colpire con diretti. Colpi indifferenziati di mano sinistra o destra, perché il corpo si era mantenuto frontale, e pertanto difficilmente prevedibili. Detti colpi possono diventare facilmente ganci o montanti, al viso od al corpo, se l'attimo giusto arriva dopo una felice schivata.
- Gioco di gambe laterale.

Siccome il corpo si mantiene in posizione di invito, le gambe devono spostare lateralmente, alla ricerca dell'angolo cieco avversario, o comunque di un suo angolo sfavorevole.

## Esempi celebri
- José Torres
- Floyd Patterson
- Mike Tyson

## Nei media
- Hajime no Ippo - manga giapponese sportivo, dedicato al pugilato: il protagonista impiega fra l'altro, la tecnica Peekaboo.[2]